# Deep Forest (álbum de Do As Infinity)
Deep Forest, nome dado em homenagem ao grupo musical Deep Forest, foi o terceiro álbum da banda japonesa Do As Infinity lançado em 19 de Setembro de 2001. Inicialmente, a banda chamaria este disco de Week!, uma das faixas singles do álbum, mas a primeira música 深い森 (Fukai Mori) teve mais exito em vendas quando lançada anteriormente como single. 

## Recepção
O disco ficou 12 semanas na primeira posição do Oricon Albums Chart.

## Faixas
Faixas do álbum Deep Forest:
1. "Fukai Mori" (深い森, Deep Forest) – 4:05
2. "Tōku Made" (遠くまで, Far Away) – 4:16
3. "Tadaima" (タダイマ, I'm Home) – 4:29
4. "Get Yourself"
5. "Tsubasa no Keikaku" (翼の計画, Plan for Wings) – 4:07
6. "Kōzō Kaikaku" (構造改革, New Foundation) – 3:34
7. "Koi Otome" (恋妃, A Girl's Love) – 4:17
8. "Week!" – 4:16
9. "Hang Out" – 4:03
10. "Boukensha Tachi" (冒険者たち, Adventurers) – 4:04
11. "Enrai" (遠雷, Distant Thunder) – 3:43
12. "Signal" (シグナル, Shigunaru) (Album Remix) Faixa bônus na primeira prensagem – 3:58